# Framing Armageddon (Something Wicked Part 1)
 (avril 2018).
Si vous disposez d'ouvrages ou d'articles de référence ou si vous connaissez des sites web de qualité traitant du thème abordé ici, merci de compléter l'article en donnant les références utiles à sa vérifiabilité et en les liant à la section « Notes et références ».
Albums de Iced Earth
The Glorious Burden
(2004) The Crucible of Man (Something Wicked Part 2)
(2008)
Singles
1. Setian Massacre
Sortie : 2007
2. Ten Thousand Strong
Sortie : 2007

Framing Armageddon: Something Wicked, Part 1 est le huitième album studio du groupe de heavy et thrash metal américain Iced Earth, sorti en septembre 2007.
Il fait partie de deux albums concept basés sur une trilogie de chansons du cinquième album studio d'Iced Earth, Something Wicked This Way Comes (1998). La saga, intitulée à juste titre Something Wicked Saga, raconte l'histoire fictive de l'humanité, de sa création à sa destruction[réf. nécessaire].
Ce sera le dernier album avec le chanteur Tim "Ripper" Owens.

## Liste des titres
Toutes les chansons sont écrites et composées par Jon Schaffer, sauf annotations.
| 1.    | Overture (instrumental)                               | 2:25 |
| 2.    | Something Wicked, Part 1                              | 5:02 |
| 3.    | Invasion (instrumental)                               | 1:01 |
| 4.    | Motivation of Man                                     | 1:34 |
| 5.    | Setian Massacre                                       | 3:48 |
| 6.    | A Charge to Keep                                      | 4:25 |
| 7.    | Reflections (Musique : Schaffer, Tim Mills)           | 1:50 |
| 8.    | Ten Thousand Strong                                   | 3:56 |
| 9.    | Execution (instrumental)                              | 1:28 |
| 10.   | Order of the Rose                                     | 4:51 |
| 11.   | Cataclysm (instrumental)                              | 1:30 |
| 12.   | The Clouding                                          | 9:19 |
| 13.   | Infiltrate and Assimilate (Musique : Schaffer, Mills) | 3:48 |
| 14.   | Retribution Through the Ages                          | 4:32 |
| 15.   | Something Wicked, Part 2 (instrumental)               | 2:59 |
| 16.   | The Domino Decree (Musique : Schaffer, Owens)         | 6:36 |
| 17.   | Framing Armageddon                                    | 3:41 |
| 18.   | When Stars Collide (Born Is He)                       | 4:17 |
| 19.   | The Awakening (instrumental)                          | 2:01 |
| 69:04 |                                                       |      |

| Titre bonus - Édition Japon (Avalon, 21 novembre 2007) | Titre bonus - Édition Japon (Avalon, 21 novembre 2007) | Titre bonus - Édition Japon (Avalon, 21 novembre 2007) | Titre bonus - Édition Japon (Avalon, 21 novembre 2007) | Titre bonus - Édition Japon (Avalon, 21 novembre 2007) | Titre bonus - Édition Japon (Avalon, 21 novembre 2007) | Titre bonus - Édition Japon (Avalon, 21 novembre 2007) | Titre bonus - Édition Japon (Avalon, 21 novembre 2007) | Titre bonus - Édition Japon (Avalon, 21 novembre 2007) | Titre bonus - Édition Japon (Avalon, 21 novembre 2007) |
| No                                                     | Titre                                                  | Durée                                                  |                                                        |                                                        |                                                        |                                                        |                                                        |                                                        |                                                        |
| ------------------------------------------------------ | ------------------------------------------------------ | ------------------------------------------------------ | ------------------------------------------------------ | ------------------------------------------------------ | ------------------------------------------------------ | ------------------------------------------------------ | ------------------------------------------------------ | ------------------------------------------------------ | ------------------------------------------------------ |
| 20.                                                    | The Coming Curse                                       | 8:01                                                   |                                                        |                                                        |                                                        |                                                        |                                                        |                                                        |                                                        |
| 77:05                                                  |                                                        |                                                        |                                                        |                                                        |                                                        |                                                        |                                                        |                                                        |                                                        |

## Crédits
| - Jon Schaffer : guitare rythmique, basse, guitare solo, guitare acoustique, chœurs - Tim "Ripper" Owens : chant (frontman) - Brent Smedley : batterie - Troy Seele : guitare, guitare solo - Howard Helm : claviers, orgue Hammond, chœurs Personnel additionnel - Dennis Hayes : basse, , basse fretless - Jim Morris : guitare lead, chœurs - Tim Mills : guitares - Steve Rogowski : violoncelle - Todd Plant, Patina Ripkey, Debbie Harrell, Kathy Helm, Jason Blackerby : chœurs | - Production : Jim Morris, Jon Schaffer - Ingénierie : Jim Morris - Artwork : Felipe Machado Franco, Nathan Perry |